# بخش صالح‌آباد (مهران)
بخش صالح‌آباد یکی از بخش‌های تابعه شهرستان مهران در استان ایلام در غرب ایران است.

## تقسیمات کشوری
- دهستانهای بخش صالح‌آباد: 
  - دهستان هجداندشت

نقاط شهری: صالح‌آباد

## جمعیت
بنابر سرشماری مرکز آمار ایران، جمعیت بخش صالح آباد شهرستان دهستان مهران در سال ۱۳۸۵ برابر با ۳۹۶۵ نفر بوده‌است.